# Fomins & Kleins
Fomins & Kleins, latvijski sastav osnovan je krajem 2002. godine.
Dva glavna aktera ove grupe, Ivo Fomins i Tomass Kleins znaju se od ranije, kroz zajedničke glazbene projekte.
Ivo Fomins i Tomass Kleins dolaze iz zapadno-latvijskog grada na Baltičkom moru - Liepāje. Liepāja je poznata kako po brojnim muzičkim (pretežno rock) festivalima (npr. festival Amber of Liepaja), tako i po brojnim poznatim i priznatim muzičarima, pa mnogi ovaj grad nazivaju i Latvijski Liverpool.
U vrijeme Sovjetskog Saveza, Ivo i Tomass su osnovali sastav Saldās sejas (Slatka lica) zajedno s još dvoje poznatih latvijskih muzičara, Zigfridsom Muktupavelsom i Guntarsom Račsom. S Guntarsom njih dvojica i dalje sarađuju: on im producira i piše sve pjesme.
Pjevač Ivo Fomins, koji je inače po profesiji kuhar, zalagao se za formiranje Fominsa & Kleinsa prilikom mnogih glazbenih projekata - čak i izvan Latvije. Jedno je vrijeme bio čvrst član sastava Liepājas Brāļi (Braca iz Liepaje) nakon čega započinje solo karijeru, te nastupa između ostalog u Rusiji, Poljskoj, Austriji i Danskoj. 1989. godine učestvovao je na festivalu Big Apple, te tu osvaja veoma dobro treće mjesto. Sam Ivo kaže da je dosta naučio od Roberta Planta (Led Zeppelin), Stevena Tylera (Aerosmith) i Davida Coverdalea (bivši Deep Purple, Whitesnake). Pjevanje je zasigurno u krvi porodice Fomins; Ivov brat, Igo (pravim imenom Rodrigo) veoma je omiljen pjevač u baltičkim državama i Rusiji.
Gitarista Tomass Kleins potječe također iz jedne veoma muzikalne porodice, te piše sve prekrasne melodije za sastav Fomins & Kleins. U svojoj rockerskoj prošlosti bio je član mnogih sastava, kao npr. Neptuns ili pak Latvijskoj verziji BH rock legende Bijelog dugmeta, Līvi. Zahvaljujući tome, on se upoznao s rockom, te zaista takav nastoji i ostati u Fomins & Kleinsu. Kao svoje najveće učitelje (ujedno i prijatelje) spominje članove AC/DC, Led Zeppelina, Pink Floyda i Ozzyia Osbournea.
Krajem 2002. godine Tomass Kleins i Ivo Fomins potpisuju ugovor u najvećoj baltičkoj i Latvijskoj producentskoj kući, Microphone Records - MicRec. Tako su se polako, ali sigurno sa svojim pjesmama izdvojili iz mase pjevača, te zajedno sa sastavom BrainStrom postali jedni od najpoznatijih Latvijskih grupa. Pored Iva i Tomassa, u sastavu su još i Egils Mežs (bas), Valery Inutin (bubnjevi) i Jānis Lūsēns Jr. (klavijature). Početkom sljedeće godine, oni javnosti predstavljaju svoju prvu zajedničku pjesmu, Sniegs (Snijeg), te hard rockersku Solījums (Obećanja). Samo nekoliko mjeseci kasnije, svjetlo dana je ugledao njihov prvi album Muzikants (Muzičari), koji je rasprodan u rekordnom broju. S naslovnom pjesmom tog albuma, na Euroviziji u Latviji osvajaju drugo mjesto, dok pobjedu odnosi F.L.Y., koji je na Eurosongu u Rigi osvojio solidno predzadnje mjesto. Inače, na Latvijskom izboru za pjesmu Eurovizije, njihova autobiografska pjesma Muzikants bila je jedina pjesma na materinjem jeziku.
2004. godine Fomins & Kleins izdaju svoj drugi studijski album, Dzimis Latvijā (Rođeni u Latviji). Sa 100% rock pjesmom Dziesma par Laimi (Pjesma o sreći) ponovno se prijavljuju za izbor Latvijske pjesme predstavnice na Euroviziji, te bivaju ubjedljivi pobjednici s preko 40000 glasova televotinga, što je postiglo i novi rekord u televotingu u toj zemlji. Također i ova pjesma bila je jedina na latvijskom jeziku. Inače, u Istanbulu, malo im je falilo da ostvare put u finale. Također, Ivo je demantirao da je pjesma Dziesma par Laimi na latvijskom, a ne na engleskom jeziku zbog toga što oni predstavljaju Latviju, a ne Englesku. Inače, njihovi koncerti u Latviji su veoma dobro posjećeni, hale, dvorane i stadioni su popunjeni uvijek do kraja.